# 25925 Джеймсфенска
25925 Джеймсфенска (25925 Jamesfenska) — астероїд головного поясу, відкритий 16 лютого 2001 року.
Тіссеранів параметр щодо Юпітера — 3,566.